# Castrenøyane
Les Castrenøyane, est un archipel inhabité de Norvège situé dans l'océan Arctique, dans le Nord-Est du Svalbard.
L'archipel est situé au sud de l'archipel des Sjuøyane et au nord de Nordaustlandet la deuxième plus grande île du Svalbard. Il est composé de deux îles : Nordre Castrenøya et Søre Castrenøya. 
L'archipel a été nommé d'après le linguiste et explorateur finlandais Matthias Alexander Castrén (1813-1852).
L'archipel a été visité par le géologue suédois O.M. Torrell et par l'explorateur et géologue Adolf Erik Nordenskiöld en 1861.
L'archipel ainsi que ses eaux environnantes sont inclus dans la réserve naturelle de Nordaust-Svalbard.